# عبد الله بن يوسف الوابل
عبد الله بن يوسف بن عبد الله بن علي الوابل 1328 - 1422 هـ، أحد أهم العلماء والقضاة في المملكة العربية السعودية.

## نسبه
«نسبه الكامل هو عبد الله بن يوسف بن عبد الله بن علي بن وابل الغفيلي السنجاري الشمري. من القنى من الغفيله من ال صقر من سنجاره من شمر. وشمر هم سكان جبلي أجا وسلمى بإقليم حائل. وقد انتقل الكثير من آل وابل لتلقي العلم من منطقة حائل إلى الهلالية بالقصيم».

## حياته العلمية
- درس القرآن الكريم في المدرسة العادية الأهلية في مدينة البكيرية على يد الأستاذ محمد بن علي آل سلمي.
- ثم درس العقائد وكتب الحديث والفقه على يد الشيخ حمد بن سليمان آل بليهد.
- ثم ارتحل لطلب العلمن فقصد قرية المنسي من خبوب بريدة، ولازم الشيخ محمد آل مقبل وحضر مجالسه العلمية، فقرأ عليه عمدة الأحكام وفي المتون الصغار الفقهية، مثلك آداب المشي إلى الصلاة.
- ثم في مطلع عام 1345هـ لازم الوابل الشيخ محمد بن عثمان الشاوي (قاضي المجاهدين)، وأصبح كاتبًا له ومحضرًا للنصوص الفقهيه للأحكام الشرعية حتى منتصف عام 1349هـ.[3]
- وفي عام 1351هـ سافر الشيخ الوابل إلى الرياض للاستزادة في طلب العلم ولازم فيها الشيخ محمد بن إبراهيم وأفاد من علمه. وعندما سأل الملك عبدالعزيز الشيخ ابن إبراهيم عن أذكى تلاميذه أجاب بأنهم: اثنان كفيفان وواحد مبصر (ويقصد الشيخ عبدالله بن يوسف الوابل، والشيخ عبدالعزيز بن باز، والشيخ عبد الله بن محمد بن حميد.[4]

## أبرز أعماله
- عينه الملك عبدالعزيز قاضيًا لبلدة الحلوة في حوطة بني تميم عام 1353هـ حتى عام 1360هـ. ثم عين رئيسًا لمحاكمها.
- عمل قاضيًا في أبها بين عامي 1360-1371هـ، كما عين رئيسًا لمحاكم منطقة عسير حتى طلب الإعفاء من منصبه.
- أسس المدرسة السلفية أو مدرسة العلوم الشرعية في أبها.
- أقام حلقات دروس علمية طيلة 30 عامًا.
- دعم طلاب العلم القادمين من خارج أبها بتخصيص سكن لهم ومكافآت شهرية، وعندما علم الملك عبدالعزيز بذلك، أصدر أمرًا إلى مالية أبها بصرف مكافاة شهرية للشيخ حتى يوزعها على طلاب العلم الذين كانوا يلازمون دروسه.[5]

## أبرز تلاميذه
1- الشيخ محمد بن محمد البشري رئيس جمعية تحفيظ القران الكريم بمنطقة عسير سابقاً
2- الشيخ عبد الله السليمان السديس رئيس محكمة عفيف سابقاً
3- الشيخ هاشم بن سعيد النعمي رئيس المحكمة المستعجلة بأبها سابقا

4- الشيخ عبد العزيز العلي اللحيدان الذي تولى رئاسة أحد مراكز هيئات الأمر بالمعروف والنهي عن المنكر بمكة المكرمة

5- الشيخ مداوي بن علي آل جاري مدير مكتب وزارة الشؤون الإسلامية والأوقاف والدعوة والإرشاد بالمنطقة الجنوبية 

6- الشيخ عبد الله الحكمي رئيس محكمة سراة عبيدة سابقا

7- الشيخ حسن بن جعفر العتمي رئيس هيئة التمييز بالمنطقة الغربية وعضو المجلس الأعلى للقضاء وعضو هيئة كبار العلماء

8- الشيخ أحمد بن عبد الرحمن الأسمري رئيس محكمة خميس مشيط سابقا 

9- الدكتور الشيخ سعيد بن مسفر القحطاني الداعية المعروف وعضو هيئة التدريس بجامعة أم القرى

10- الشيخ عبد العزيز العمر رئيس محكمة المجاردة سابقا 

11 الشيخ سليمان بن محمد الراجحي 

12- الشيخ سليمان بن فايع المستشار التعليمي بإدارة التعليم بأبها

13- الشيخ عبد الله الخالدي نائب رئيس محاكم منطقة عسير 

14- الشيخ عبد الرحمن الحماد عضو الدعوة والإرشاد بالمنطقة الجنوبية 

15- الشيخ علي الحبيب عضو هيئة الأمر بالمعروف والنهي عن المنكر بأبها سابقاً

16- الشيخ عبد الله بن أحمد أبوعلوه الشهراني امام مسجد الأمير محمد بن فهد بأبها سابقاً

17- الشيخ عبد العزيز بن منيف 

18- الشيخ علي بن يحيى الشهراني 

19- الشيخ عبد العزيز العريفي 

20- الشيخ سعيد بن محمد بن سلمى

21- الشيخ سعيد بن مداوي
22- الشيخ المقرئ عبيدالله بن عطاء محمد الأفغاني كبير معلمي تحفيظ القرآن الكريم بمنطقة عسير والمدرس بالمسجد النبوي الشريف وبكلية الدعوة بالمدينة المنورة

## وصلات خارجية
- زاهد في عالم الزهاد